# Aeschynanthus setosus
Aeschynanthus setosus là một loài thực vật có hoa trong họ Tai voi. Loài này được Kraenzl. mô tả khoa học đầu tiên năm 1928.